# 넷스케이프 메신저 9
넷스케이프 메신저(Netscape Messenger)는 넷스케이프가 개발한 독립실행형 크로스 플랫폼 이메일 및 뉴스 클라이언트이다. 2007년 6월 11일에 넷스케이프 머큐리(Netscape Mercury)라는 이름으로 처음 알려진 이 프로그램은 모질라의 선더버드를 기반으로 하며, 웹 브라우저인 넷스케이프 내비게이터 9와 함께 할 목적으로 개발하고 있다.
원래의 이름인 머큐리(Mercury)는 로마의 상업과 교역의 신인 머큐리(메르쿠리우스)에서 따왔으며, 넷스케이프 4.0판 ~ 7.2판에 포함되었던 넷스케이프 메일 & 뉴스그룹을 대체하는 것이다.
2007년 11월 15일에는 리눅스, 맥 OS와 마이크로소프트 윈도우에서 사용할 수 있는 첫 알파 버전이 공개되었다.
2007년 12월 28일에는 넷스케이프 개발진이 AOL이 넷스케이프 내비게이터 9와 메신저 9에 대한 지원을 2008년 2월 1일부터 중단할 것이라고 알렸다.

## 특징
넷스케이프 메신저는 모질라 선더버드 2.0.0.9의 모든 기능을 포함하고 있으며, 거기에 AOL 인스턴트 메신저 주소록과의 통합 기능이 추가되었다. 또한 넷스케이프 내비게이터 9와 같이 사용자 인터페이스 스킨을 꾸밀 수 있다.

## 출시 기록
- 넷스케이프 메신저 9.0a1 - 2007년 11월 15일 (모질라 선더버드 2.0.0.9 기반)